# 古巴蜚蠊
古巴蜚蠊（學名：Panchlora nivea）是蜚蠊目匍蠊科下的一種蟑螂，又稱綠香蕉蟑螂（或簡稱綠香蕉）、古巴蟑螂，主要分布於古巴、加勒比海，與及佛羅里達州、得克萨斯州一帶的热带或亚热带灣岸，北至南卡羅來納州的萨默维尔亦能找到牠們的蹤跡。

## 型態描述
雌蟲體型較雄蟲大，體長可達24（0.94英寸）；雄性體長約12—15（0.47—0.59英寸）。
有翅膀，善飛，顏色淡綠至黃綠色，沿其邊有黃線。
其若蟲色棕或黑，挖穴而居。

## 外部連結
- http://www.angelfire.com/oh2/Roaches/ （页面存档备份，存于）
- Close-up photography of the Green banana cockroach （页面存档备份，存于） under 創作共用授權條款
- Black and white photographs （页面存档备份，存于） from showing top and underside views, including a specimen with red areas characteristic of Serratia marcescens infection.